# Clan Mōri
Il clan Mōri (毛利氏?, Mōri-uji o ?, Mōri-shi) fu un potente clan del giappone feudale.

## Storia
Il capostipite del casato fu Oe Hiromoto (1148-1225), un famoso e importante seguace di Minamoto no Yoritomo, il cui figlio Suemitsu (secc. XII-XIII) fu il primo ad assumere il cognome "Mōri". Suo nipote Mōri Torachika (+ 1340?) stabilì la famiglia nella provincia di Aki, divenendo signore del castello di Kotozaki (ribattezzato in seguito come Koriyama) nel 1336. I Mōri divennero poi vassalli del potente clan Ōuchi che dominava una buona regione all'estremità occidentale dell'isola di Honshū.
Questo casato rappresenta il tipico caso di un piccolo clan di vassalli che riesce a sostituirsi ai suoi daimyō tramite la fortuna, abilità e meriti. Sono quindi una di quelle nuove casate che approfittarono degli sconvolgimenti del XVI secolo per assurgere a posizioni di potere.
All'inizio del XVI secolo, il clan Mōri era guidato da Hirotomo e passò poi sotto la guida del figlio Okitomo (+1516), che lasciò poi suo erede il figlio Komatsumaru (+ 1523) sotto la tutela del fratello Motonari. Alla morte di Komatsumaru, il valoroso e sagace Motonari (1497-1571) divenne capo del clan e guidò l'ascesa del casato al prestigio e al potere, sconfiggendo prima agli Ōuchi (1555) e poi gli Amago (1566), arrivando fino nel Kyūshū scontrandosi con il clan Otomo.
Terumoto (1553-1625) successe poi al nonno alla guida del clan e si trovò nel difficile periodo del confronto con Oda Nobunaga, Toyotomi Hideyoshi e quindi con Tokugawa Ieyasu, riuscendo a mantenere forte il suo clan in uno dei periodi più difficili della storia giapponese.

## Capiclan famosi
1. Mōri Suemitsu (毛利季光, 1202–1247), quarto figlio di Ōe no Hiromoto (大江広元), gokenin dello Shogunato Kamakura.
2. Mōri Tsunemitsu (毛利経光, ? – ?), gokenin dello Shogunato Kamakura.
3. Mōri Tokichika (毛利時親, ? –1341), gokenin dello Shogunato Kamakura.
4. Mōri Motoharu (毛利元春, 1323– ?), pronipote di Tokichika (padre e nonno) saltato, jizamurai della provincia di Aki, servitore dello Shogunato Ashikaga.
5. Mōri Hirofusa (毛利広房, 1347–1385), jizamurai della provincia di Aki, servitore dello Shogunato Ashikaga.
6. Mōri Mitsufusa (毛利光房, 1386–1436), jizamurai della provincia di Aki, servitore dello Shogunato Ashikaga.
7. Mōri Hiromoto (毛利煕元, ? –1464), jizamurai della provincia di Aki, servitore dello Shogunato Ashikaga.
8. Mōri Toyomoto (毛利豊元, 1444–1476), jizamurai della provincia di Aki, servitore dello Shogunato Ashikaga.
9. Mōri Hiromoto (毛利弘元, 1466–1506), jizamurai della provincia di Aki, servitore dello Shogunato Ashikaga. Morto giovane di avvelenamento da alcool
10. Mōri Okimoto (毛利興元, 1492–1516), jizamurai della provincia di Aki, servitore dello Shogunato Ashikaga. Morto giovane di avvelenamento da alcool, e succeduto dal figlio, ancora bambino
11. Mōri Kōmatsumaru (毛利幸松丸, 1515–1523), jizamurai della provincia di Aki, servitore dello Shogunato Ashikaga. Morto a soli 9 anni, e succeduto dallo zio
12. Mōri Motonari (毛利元就, 1497–1571), forse il più famoso capoclan, espanse il potere del clan in quasi tutta la regione di Chūgoku.
13. Mōri Takamoto (毛利隆元, 1523–1563), divenuto capoclan a seguito del "ritiro" di suo padre, ma morto prima di lui, forse avvelenato
14. Mōri Terumoto (毛利輝元, 1553–1625), primo daimyō del dominio di Hiroshima, da lui perso dopo la battaglia di Sekigahara.
15. Mōri Hidenari (毛利秀就, 1595–1651), primo daimyō del dominio di Chōshū
16. Mōri Tsunahiro (毛利綱広, 1639–1689), secondo daimyō del dominio di Chōshū
17. Mōri Yoshinari (毛利吉就, 1668–1694), terzo daimyō del dominio di Chōshū
18. Mōri Yoshihiro (毛利吉広, 1673–1707), quarto daimyō del dominio di Chōshū, adottato dal ramo Chōfu-Mōri (長府毛利家).
19. Mōri Yoshimoto (毛利吉元, 1677–1731), quinto daimyō del dominio di Chōshū
20. Mōri Munehiro (毛利宗広, 1717–1751), sesto daimyō del dominio di Chōshū
21. Mōri Shigenari (毛利重就, 1725–1789), settimo daimyō del dominio di Chōshū
22. Mōri Haruchika (毛利治親, 1754–1791), ottavo daimyō del dominio di Chōshū
23. Mōri Narifusa (毛利斉房, 1782–1809), nono daimyō del dominio di Chōshū
24. Mōri Narihiro (毛利斉熙, 1784–1836), decimo daimyō del dominio di Chōshū
25. Mōri Narimoto (毛利斉元, 1794–1836), undicesimo daimyō del dominio di Chōshū
26. Mōri Naritō (毛利斉広, 1814–1837), dodicesimo daimyō del dominio di Chōshū
27. Mōri Takachika (毛利敬親, 1819–1871), tredicesimo (e ultimo) daimyō del dominio di Chōshū.
28. Mōri Motonori (毛利元徳, 1839–1896), Duca sotto il sistema Kazoku.
29. Mōri Motoakira (毛利元昭, 1865–1938), Duca sotto il sistema Kazoku.
30. Mōri Motomichi (毛利元道, 1903–1976), Duca sotto il sistema Kazoku.
31. Mōri Motoyoshi (毛利元敬, 1930– ), capofamiglia attuale.
32. Mōri Motohide (毛利元栄, 1967– ), erede apparente del capofamiglia.

## I 18 Generali dei Mōri (毛利十八将)

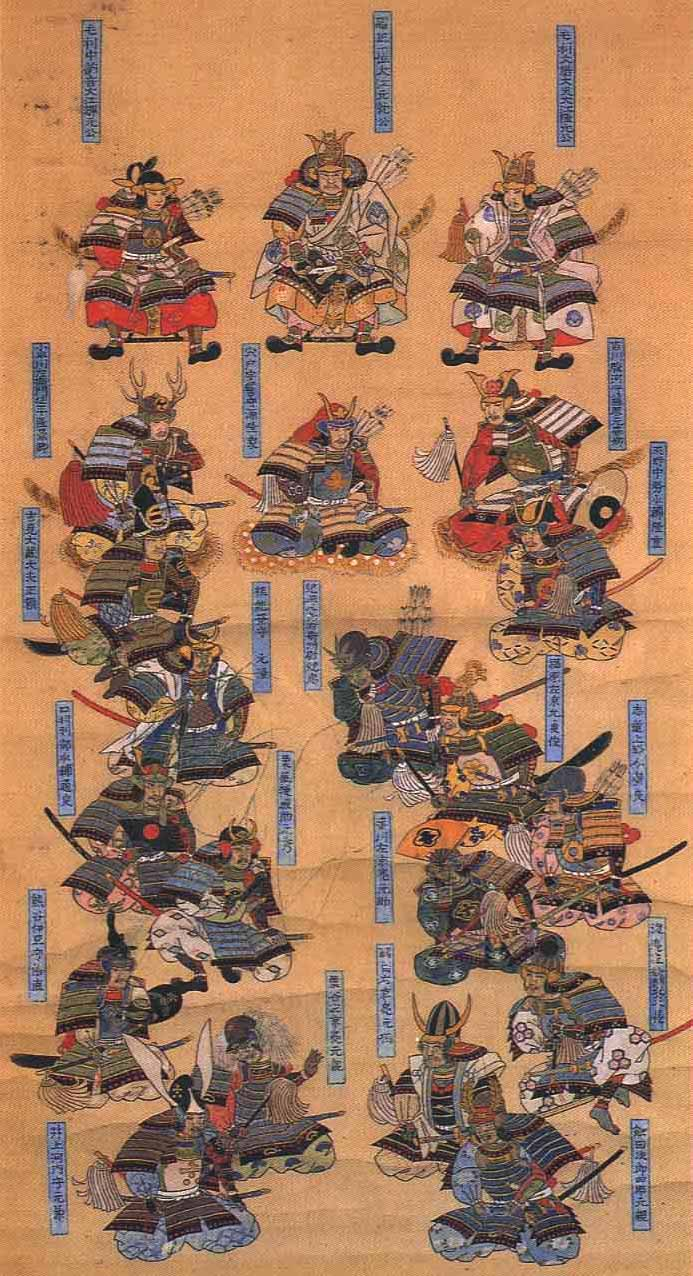
I 18 Generali dei Mōri

- Kikkawa Motoharu (吉川元春, 1530–1586), secondo figlio di Motonari, con suo fratello era conosciuto come "Mōri Ryōkawa", o "I due fiumi dei Mōri" (毛利両川).
- Kobayakawa Takakage (小早川隆景, 1533–1597), terzo figlio di Motonari, con suo fratello era conosciuto come "Mōri Ryōkawa", o "I due fiumi dei Mōri" (毛利両川).
- Akagawa Motoyasu (赤川元保, d. 1567), imprigionato dopo la morte di Mōri Takamoto e forzato a commettere suicidio assieme al figlio Akagawa Matasaburō.
- Shishido Takaie (宍戸隆家, 1518–1592), sposò una figlia di Motonari, Goryū no Tsubone.
- Amano Takashige (天野隆重, 1503–1584), inizialmente vassallo del clan Ōuchi, si alleò a Motonari dopo la morte di Ōuchi Yoshitaka. Sua moglie era sorella di Fukubara Sadatoshi.
- Yoshimi Masayori (吉見正頼, 1513–1588), inizialmente vassallo del clan Ōuchi, si alleò a Motonari dopo la morte di Ōuchi Yoshitaka.
- Kodama Naritada (児玉就忠, 1506–1562), Motonari lo considerava amministratore di talento. Bugyō di Motonari assieme a Katsura Mototada. Con Mōri Terumoto divenne uno dei cinque bugyō.
- Katsura Motozumi (桂元澄, 1500–1569), supportò la successione di Motonari.
- Fukubara Sadatoshi (福原貞俊, 1512–1593), zio materno di Motonari, figlio del nonno materno di Motonari, Fukubara Hirotoshi.
- Kuchiba Michiyoshi (口羽通良, 1513–1582), responsabile delle battaglie nella regione San'in e assistente di Kikkawa Motoharu.
- Shiji Hiroyoshi (志道広良, 1467–1557),  supportò la successione di Motonari. Fu nominato guardiano del primo figlio di Motonari, Takamoto.
- Awaya Motohide (粟屋元秀), si distinse durante la battaglia di Arita-Nakaide.
- Awaya Motochika (粟屋元親, d. 1561), Motonari apprezzava le sue qualità negli affari interni al clan. Con Mōri Terumoto divenne uno dei cinque bugyō.
- Watanabe Hajime (渡辺長, 1534–1612), salvò la vita a Motonari durante il primo Assedio di Gassan-Toda (1543).
- Kumagai Nobunao (熊谷信直, 1507–1593), combatté in tutte le battaglie di Motonari.
- Kunishi Motosuke (国司元相, 1492–1592), si distinse durante l'assedio di Kōriyama. Divenne uno dei cinque bugyō.
- Iida Motochika (飯田元親, d. 1535), secondo figlio di Kodama Motoyoshi, supportò l'ascesa di Motonari.
- Inoue Motokane (井上元兼, 1486–1550), venne risparmiato dalla purga di Motonari sul clan Inoue per la sua lealtà.

## Altri servitori importanti
- Hayashi Narinaga (林就長, 1517–1605), karō di Motonari e bugyō con Mōri Terumoto. Ginzan-bugyō nelle miniere di argento di Iwami. Diplomatico dei Mōri assieme a Ankokuji Ekei.
- Hayashi Motoyoshi, (林元善, 1558–1609), primo figlio di Hayashi Narinaga. Shima-no-kami (志摩守).
- Hayashi Nagayoshi (林長由), secondo figlio di Hayashi Narinaga. Jirōuemon (次郎右エ門). Servitore di Kobayakawa Takakage, si spostò a Nuta a cambiò il suo nome in Ishibashi.
- Ankokuji Ekei (安国寺恵瓊), diplomatico dei Mōri assieme a Hayashi Narinaga. Giustiziato da Tokugawa Ieyasu per aver combattuto con Ishida Mitsunari durante la battaglia di Sekigahara.
- Kikkawa Kunitsune, suocero di Motonari.
- Kikkawa Hiroie (吉川広家), figlio di Kikkawa Motoharu, nipote di Motonari. Sua madre era figlia di Kumagai Nobunao
- Kikkawa Motomune (吉川元棟), figlio di Kikkawa Motoharu, nipote di Motonari. Sua madre era figlia di Kumagai Nobunao
- Katsura Mototada (桂元忠), bugyō di Motonari.
- Hirasa Nariyuki (平佐就之), Ginzan-bugyō nelle miniere di argento di Iwami.
- Ōhashi Hachizō (大橋八蔵), Ginzan-bugyō nelle miniere di argento di Iwami.
- Awaya Motomichi (粟屋元通), Bizen-no-kami (備前守).
- Hironaka Kataaki (弘中方明),
- Fukubara Mototoshi (福原元俊), Dewa-no-kami (出羽守).
- Murakami Takeyoshi (村上武吉), generale della forza navale Murakami (能島村上水軍).
- Murakami Motoyoshi (村上元吉), figlio di Murakami Takeyoshi, generale della forza navale Murakami.
- Miyoshi Masataka (三吉致高), padre di una delle concubine di Motonari.
- Miyoshi Takasuke (三吉隆亮), fratello di una delle concubine di Motonari.
- Masuda Motonaga (益田元祥), sposato con una figlia di Kikkawa Motoharu.
- Nomi Takaoki (乃美隆興), padre di una delle concubine di Motonari, Nomi no Ōkata.
- Uehara Motomasa (上原元将), sposato alla terza figlia di Motonari.
- Wachi Masaharu (和智誠春), incolpato dell'improvvisa morte di Mōri Takamoto.

## Nella cultura di massa
I Mōri sono un clan giocabile in Shogun: Total War e Total War: Shogun 2.